# Rhaphium brevicorne
Rhaphium brevicorne är en tvåvingeart som först beskrevs av Van Duzee 1923.  Rhaphium brevicorne ingår i släktet Rhaphium och familjen styltflugor.
Artens utbredningsområde är Oregon. Inga underarter finns listade i Catalogue of Life.